# 시라누히정
시라누히정(일본어: 不知火町)은 일본 구마모토현 중부에 있던 정으로 우토군에 속했다.
주요 기간산업은 농업이다. 특히 감귤류(데코퐁)와 잎담배 재배가 활발하다. 

## 지리
구마모토현 중부, 우토반도 끝자락에 위치하며 야쓰시로해에 면해 있다. 

## 역사
- 1956년 9월 30일 - 우토군 마쓰아이정, 시라누히촌이 신설합병해 성립하였다.
- 2005년 1월 15일 - 우토군 미스미정·시모마시키군 마쓰하시정·오가와정·도요노정과 신설합병해, 우키시가 성립하였다. 동일 시라누히정은 폐지되었다.

## 교통

### 철도
- 규슈 여객철도
  - 가고시마 본선

### 도로
- 국도 266호선

## 참고 문헌
- 角川日本地名大辞典編纂委員会, 『角川日本地名大辞典 43 熊本県』1987, 角川書店